# Kałków (województwo mazowieckie)
Kałków – wieś sołecka w Polsce, położona w województwie mazowieckim, w powiecie lipskim, w gminie Ciepielów.
| SIMC    | Nazwa             | Rodzaj    |
| ------- | ----------------- | --------- |
| 0617350 | Kresy             | część wsi |
| 0617367 | Ogrody            | część wsi |
| 0617373 | Piaski            | część wsi |
| 0617380 | Pniaki Kałkowskie | część wsi |
| 0617396 | Poddąbrowa        | część wsi |
| 0617404 | Podgoździak       | część wsi |
| 0617410 | Stara Wieś        | część wsi |

Prywatna wieś szlachecka, położona była w drugiej połowie XVI wieku w powiecie radomskim województwa sandomierskiego. W latach 1975–1998 miejscowość administracyjnie należała do województwa radomskiego.
Wierni kościoła rzymskokatolickiego należą do parafii Podwyższenia Krzyża Świętego w Ciepielowie.